# Franska arbetarepartiet
Franska arbetarepartiet eller Franska arbetarnas parti (franska: Parti Ouvrier Français, POF) var ett franskt socialistiskt parti grundat 1880 av Jules Guesde och Karl Marx svärson Paul Lafargue. Partiet var revolutionärt och hade som mål att avskaffa kapitalismen och ersätta det med ett socialistiskt samhälle.
Partiet skapades genom en utbrytning ur possibilistpartiet Federationen av socialistiska arbetare i Frankrike (FTSF). Vid partiets kongress bifölls partiprogrammet som hade skrivits av Guesde med hjälp från Karl Marx, Paul Lafargue och Friedrich Engels. 
Partiets starkaste valfästen var i Nord, Pas-de-Calais, Loire och Allier.
År 1902 gick partiet samman med blanquistpartiet Revolutionära socialistpartiet (PSR) och grundade Frankrikes socialistiska parti (PSdF), för att 1905 slå sig samman med Jean Jaurès Franska socialistpartiet (PSF) för att bilda Franska sektionen av Arbetarinternationalen (SFIO).

## Prominenta medlemmar i urval
- Jules Guesde (1845–1922), grundare och partiledare
- Paul Lafargue (1842–1911), grundare och vice partiledare.
- Marcel Cachin (1869–1958), medlem sedan 1891, ledare bakom splittringen av SFIO 1920 och senare redaktör för L'Humanité.
- Alexandre Bracke-Desrousseaux (1861–1955), framtida partiledare för SFIO.
- Jean-Baptiste Bénézech (1852–1909), ledamot i Hérault (1898–1909) och ordförande för fackföreningen Typografarbetarförbundet.
- René Chauvin (1860–1936), ledamot i Seine (1893–1898) och grundare av  and founder of the fackföreningen Frisörarbetarnas förening. Lämnade SFIO 1914 för att grunda Arbetarepartiet som förespråkade en återgång till principerna om klasskrig.